# Ceruncina nemea
Ceruncina nemea là một loài bướm đêm trong họ Geometridae.